# Marcia L. Colish
Marcia Lillian Colish (* 27. Juli 1937 in Brooklyn, New York City; † 9. April 2024 in New Haven, Connecticut) war eine US-amerikanische Historikerin (Mediävistin) und Hochschullehrerin.

## Leben
Nach dem B.A. 1958 am Smith College erwarb Colish ihren Ph.D. 1965 an der Yale University. Bereits im akademischen Jahr 1962/1963 war sie Instructor am Skidmore College in Saratoga Springs, New York, gewesen. Von 1963 bis 2001 lehrte sie in aufsteigenden Funktionen am Oberlin College (Instructor, 1963–65; Assistant professor, 1965–69; Associate professor, 1969–75; Professor 1975–2001, von 1985 als Frederick B. Artz Professor of History) und war dort Frederick B. Artz Professor of History emerita. Nach ihrer Emeritierung war sie auch Visiting Fellow, Gastprofessor und Lecturer in History an der Yale University. Sie war zudem 1982 Gastprofessor an der Harvard University und der Weston Jesuit School of Theology, 2000 der Etienne Gilson Lecturer am Pontifical Institute of Mediaeval Studies in Toronto und 2006/2007 ein Phi Beta Kappa Visiting Scholar.
Colish arbeitete zur mittelalterlichen Geistesgeschichte, insbesondere zur Rezeption der antiken klassischen und der christlichen Überlieferung. Eine zweibändige Monographie widmete sie der Rezeptionsgeschichte der Stoa. Für ihre zweibändige Monographie zu Petrus Lombardus erhielt sie 1998 die Haskins Medal der Medieval Academy of America, deren Fellow sie seit 1988 war; das Projekt war von der John Simon Guggenheim Memorial Foundation gefördert worden.

## Schriften (Auswahl)
- The Fathers and Beyond: Church Fathers between Ancient and Medieval Thought. Ashgate, Aldershot 2008. (Sammlung kleiner Schriften)
- Studies in Scholasticism. Ashgate, Aldershot 2006. (Sammlung kleiner Schriften)
- Ambrose’s Patriarchs: Ethics for the Common Man. University of Notre Dame Press, 2005; paperback edition 2005.
- Remapping Scholasticism. Pontifical Institute of Mediaeval Studies, Toronto 2000.
- Medieval Foundations of the Western Intellectual Tradition, 400–1400. Yale University Press, 1997; paperback edition 1999; Nachdruck 2003.
  - Übersetzungen ins Italienische, 2001; ins Chinesische, 2009.
- Peter Lombard. 2 Bände. Brill, Leiden 1994.
- The Stoic Tradition from Antiquity to the Early Middle Ages. 2 Bände. Brill, Leiden 1985; durchgesehene paperback edition, 1990.
- The Mirror of Language. A Study in the Medieval Theory of Knowledge. Yale University Press, 1968; 2., durchgesehene Auflage, University of Nebraska Press, 1983.